# Lijst van trechterspinnen
De lijst van trechterspinnen bevat alle wetenschappelijk beschreven soorten uit de familie van trechterspinnen (Agelenidae).

## Acutipetala
Acutipetala Dankittipakul & Zhang, 2008
- Acutipetala donglini Dankittipakul & Zhang, 2008
- Acutipetala octoginta Dankittipakul & Zhang, 2008

## Agelena
Agelena Walckenaer, 1805
- Agelena agelenoides (Walckenaer, 1842)
- Agelena annulipedella Strand, 1913
- Agelena atlantea Fage, 1938
- Agelena australis Simon, 1896
- Agelena babai Tanikawa, 2005
- Agelena barunae Tikader, 1970
- Agelena bifida Wang, 1997
- Agelena borbonica Vinson, 1863
- Agelena canariensis Lucas, 1838
- Agelena chayu Zhang, Zhu & Song, 2005
- Agelena choi Paik, 1965
- Agelena consociata Denis, 1965
- Agelena cuspidata Zhang, Zhu & Song, 2005
- Agelena doris Hogg, 1922
- Agelena dubiosa Strand, 1908
- Agelena fagei Caporiacco, 1949
- Agelena funerea Simon, 1909
- Agelena gaerdesi Roewer, 1955
- Agelena gautami Tikader, 1962
- Agelena gomerensis Wunderlich, 1992
- Agelena gonzalezi Schmidt, 1980
- Agelena hirsutissima Caporiacco, 1940
- Agelena howelli Benoit, 1978
- Agelena incertissima Caporiacco, 1939
- Agelena inda Simon, 1897
- Agelena injuria Fox, 1936
- Agelena jaundea Roewer, 1955
- Agelena jirisanensis Paik, 1965
- Agelena jumbo Strand, 1913
  - Agelena jumbo kiwuensis Strand, 1913
- Agelena keniana Roewer, 1955
- Agelena kiboschensis Lessert, 1915
- Agelena koreana Paik, 1965
- Agelena labyrinthica (Clerck, 1757)
- Agelena lawrencei Roewer, 1955
- Agelena limbata Thorell, 1897
- Agelena lingua Strand, 1913
- Agelena littoricola Strand, 1913
- Agelena longimamillata Roewer, 1955
- Agelena longipes Carpenter, 1900
- Agelena lukla Nishikawa, 1980
- Agelena maracandensis (Charitonov, 1946)
- Agelena mengeella Strand, 1942
- Agelena mengei Lebert, 1877
- Agelena moschiensis Roewer, 1955
- Agelena mossambica Roewer, 1955
- Agelena nairobii Caporiacco, 1949
- Agelena nigra Caporiacco, 1940
- Agelena nyassana Roewer, 1955
- Agelena oaklandensis Barman, 1979
- Agelena orientalis C. L. Koch, 1837
- Agelena poliosata Wang, 1991
- Agelena republicana Darchen, 1967
- Agelena sangzhiensis Wang, 1991
- Agelena satmila Tikader, 1970
- Agelena scopulata Wang, 1991
- Agelena secsuensis Lendl, 1898
- Agelena sherpa Nishikawa, 1980
- Agelena shillongensis Tikader, 1969
- Agelena silvatica Oliger, 1983
- Agelena suboculata Simon, 1910
- Agelena tadzhika Andreeva, 1976
- Agelena tenerifensis Wunderlich, 1992
- Agelena tenuella Roewer, 1955
- Agelena tenuis Hogg, 1922
- Agelena teteana Roewer, 1955
- Agelena tungchis Lee, 1998
- Agelena zorica Strand, 1913
- Agelena zuluana Roewer, 1955

## Agelenella
Agelenella Lehtinen, 1967
- Agelenella pusilla (Pocock, 1903)

## Agelenopsis
Agelenopsis Giebel, 1869
- Agelenopsis actuosa (Gertsch & Ivie, 1936)
- Agelenopsis aleenae Chamberlin & Ivie, 1935
- Agelenopsis aperta (Gertsch, 1934)
- Agelenopsis emertoni Chamberlin & Ivie, 1935
- Agelenopsis kastoni Chamberlin & Ivie, 1941
- Agelenopsis longistyla (Banks, 1901)
- Agelenopsis naevia (Walckenaer, 1842)
- Agelenopsis oklahoma (Gertsch, 1936)
- Agelenopsis oregonensis Chamberlin & Ivie, 1935
- Agelenopsis pennsylvanica (C. L. Koch, 1843)
- Agelenopsis potteri (Blackwall, 1846)
- Agelenopsis spatula Chamberlin & Ivie, 1935
- Agelenopsis utahana (Chamberlin & Ivie, 1933)

## Ageleradix
Ageleradix Xu & Li, 2007
- Ageleradix cymbiforma (Wang, 1991)
- Ageleradix otiforma (Wang, 1991)
- Ageleradix sichuanensis Xu & Li, 2007
- Ageleradix schwendingeri Zhang, Li & Xu, 2008
- Ageleradix sternseptum Zhang, Li & Xu, 2008
- Ageleradix zhishengi Zhang, Li & Xu, 2008

## Agelescape
Agelescape Levy, 1996
- Agelescape affinis (Kulczyński, 1911)
- Agelescape caucasica Guseinov, Marusik & Koponen, 2005
- Agelescape dunini Guseinov, Marusik & Koponen, 2005
- Agelescape gideoni Levy, 1996
- Agelescape levyi Guseinov, Marusik & Koponen, 2005
- Agelescape livida (Simon, 1875)
- Agelescape talyshica Guseinov, Marusik & Koponen, 2005

## Ahua
Ahua Forster & Wilton, 1973
- Ahua dentata Forster & Wilton, 1973
- Ahua insula Forster & Wilton, 1973
- Ahua kaituna Forster & Wilton, 1973
- Ahua vulgaris Forster & Wilton, 1973

## Allagelena
Allagelena Zhang, Zhu & Song, 2006
- Allagelena bistriata (Grube, 1861)
- Allagelena difficilis (Fox, 1936)
- Allagelena donggukensis (Kim, 1996)
- Allagelena gracilens (C. L. Koch, 1841)
- Allagelena monticola Chami-Kranon, Likhitrakarn & Dankittipakul, 2007
- Allagelena opulenta (L. Koch, 1878)

## Azerithonica
Azerithonica Guseinov, Marusik & Koponen, 2005
- Azerithonica hyrcanica Guseinov, Marusik & Koponen, 2005

## Barronopsis
Barronopsis Chamberlin & Ivie, 1941
- Barronopsis arturoi Alayón, 1993
- Barronopsis barrowsi (Gertsch, 1934)
- Barronopsis floridensis (Roth, 1954)
- Barronopsis jeffersi (Muma, 1945)
- Barronopsis stephaniae Stocks, 2009
- Barronopsis texana (Gertsch, 1934)

## Benoitia
Benoitia Lehtinen, 1967
- Benoitia agraulosa (Wang & Wang, 1991)
- Benoitia bornemiszai (Caporiacco, 1947)
- Benoitia deserticola (Simon, 1910)
- Benoitia lepida (O. P.-Cambridge, 1876)
- Benoitia ocellata (Pocock, 1900)
- Benoitia raymondeae (Lessert, 1915)
- Benoitia rhodesiae (Pocock, 1901)
- Benoitia timida (Audouin, 1826)
- Benoitia upembana (Roewer, 1955)

## Calilena
Calilena Chamberlin & Ivie, 1941
- Calilena absoluta (Gertsch, 1936)
- Calilena adna Chamberlin & Ivie, 1941
- Calilena angelena Chamberlin & Ivie, 1941
- Calilena arizonica Chamberlin & Ivie, 1941
- Calilena californica (Banks, 1896)
- Calilena gertschi Chamberlin & Ivie, 1941
- Calilena gosoga Chamberlin & Ivie, 1941
- Calilena magna Chamberlin & Ivie, 1941
- Calilena nita Chamberlin & Ivie, 1941
- Calilena peninsulana (Banks, 1898)
- Calilena restricta Chamberlin & Ivie, 1941
  - Calilena restricta dixiana Chamberlin & Ivie, 1941
- Calilena saylori Chamberlin & Ivie, 1941
- Calilena siva Chamberlin & Ivie, 1941
- Calilena stylophora Chamberlin & Ivie, 1941
  - Calilena stylophora laguna Chamberlin & Ivie, 1941
  - Calilena stylophora oregona Chamberlin & Ivie, 1941
  - Calilena stylophora pomona Chamberlin & Ivie, 1941
- Calilena umatilla Chamberlin & Ivie, 1941
  - Calilena umatilla schizostyla Chamberlin & Ivie, 1941
- Calilena yosemita Chamberlin & Ivie, 1941

## Hadites
Hadites Keyserling, 1862
- Hadites tegenarioides Keyserling, 1862

## Histopona
Histopona Thorell, 1869
- Histopona bidens (Absolon & Kratochvíl, 1933)
- Histopona conveniens (Kulczyński, 1914)
- Histopona dubia (Absolon & Kratochvíl, 1933)
- Histopona egonpretneri Deeleman-Reinhold, 1983
- Histopona hauseri (Brignoli, 1972)
- Histopona isolata Deeleman-Reinhold, 1983
- Histopona italica Brignoli, 1977
- Histopona krivosijana (Kratochvíl, 1935)
- Histopona laeta (Kulczyński, 1897)
- Histopona luxurians (Kulczyński, 1897)
- Histopona myops (Simon, 1885)
- Histopona palaeolithica (Brignoli, 1971)
- Histopona sinuata (Kulczyński, 1897)
- Histopona strinatii (Brignoli, 1976)
- Histopona thaleri Gasparo, 2005
- Histopona torpida (C. L. Koch, 1837)
- Histopona tranteevi Deltshev, 1978
- Histopona vignai Brignoli, 1980

## Hololena
Hololena Chamberlin & Gertsch, 1929
- Hololena adnexa (Chamberlin & Gertsch, 1929)
- Hololena aduma Chamberlin & Ivie, 1942
- Hololena altura Chamberlin & Ivie, 1942
- Hololena atypica Chamberlin & Ivie, 1942
- Hololena barbarana Chamberlin & Ivie, 1942
- Hololena curta (McCook, 1894)
- Hololena dana Chamberlin & Ivie, 1942
- Hololena frianta Chamberlin & Ivie, 1942
- Hololena furcata (Chamberlin & Gertsch, 1929)
- Hololena hola (Chamberlin, 1928)
- Hololena hopi Chamberlin & Ivie, 1942
- Hololena lassena Chamberlin & Ivie, 1942
- Hololena madera Chamberlin & Ivie, 1942
- Hololena mimoides (Chamberlin, 1919)
- Hololena monterea Chamberlin & Ivie, 1942
- Hololena nedra Chamberlin & Ivie, 1942
- Hololena nevada (Chamberlin & Gertsch, 1929)
- Hololena oola Chamberlin & Ivie, 1942
- Hololena oquirrhensis (Chamberlin & Gertsch, 1930)
- Hololena pacifica (Banks, 1896)
- Hololena parana Chamberlin & Ivie, 1942
- Hololena pearcei Chamberlin & Ivie, 1942
- Hololena rabana Chamberlin & Ivie, 1942
- Hololena santana Chamberlin & Ivie, 1942
- Hololena septata Chamberlin & Ivie, 1942
- Hololena sidella Chamberlin & Ivie, 1942
- Hololena sula Chamberlin & Ivie, 1942
- Hololena tentativa (Chamberlin & Gertsch, 1929)
- Hololena tulareana Chamberlin & Ivie, 1942
- Hololena turba Chamberlin & Ivie, 1942

## Huangyuania
Huangyuania Song & Li, 1990
- Huangyuania tibetana (Hu & Li, 1987)

## Huka
Huka Forster & Wilton, 1973
- Huka alba Forster & Wilton, 1973
- Huka lobata Forster & Wilton, 1973
- Huka minima Forster & Wilton, 1973
- Huka minuta Forster & Wilton, 1973
- Huka pallida Forster & Wilton, 1973

## Kidugua
Kidugua Lehtinen, 1967
- Kidugua spiralis Lehtinen, 1967

## Lycosoides
Lycosoides Lucas, 1846
- Lycosoides caparti (de Blauwe, 1980)
- Lycosoides coarctata (Dufour, 1831)
- Lycosoides crassivulva (Denis, 1954)
- Lycosoides flavomaculata Lucas, 1846
- Lycosoides instabilis (Denis, 1954)
- Lycosoides lehtineni Marusik & Guseinov, 2003
- Lycosoides leprieuri (Simon, 1875)
- Lycosoides parva (Denis, 1954)
- Lycosoides subfasciata (Simon, 1870)
- Lycosoides variegata (Simon, 1870)

## Mahura
Mahura Forster & Wilton, 1973
- Mahura accola Forster & Wilton, 1973
- Mahura bainhamensis Forster & Wilton, 1973
- Mahura boara Forster & Wilton, 1973
- Mahura crypta Forster & Wilton, 1973
- Mahura detrita Forster & Wilton, 1973
- Mahura hinua Forster & Wilton, 1973
- Mahura musca Forster & Wilton, 1973
- Mahura rubella Forster & Wilton, 1973
- Mahura rufula Forster & Wilton, 1973
- Mahura scuta Forster & Wilton, 1973
- Mahura sorenseni Forster & Wilton, 1973
- Mahura southgatei Forster & Wilton, 1973
- Mahura spinosa Forster & Wilton, 1973
- Mahura spinosoides Forster & Wilton, 1973
- Mahura takahea Forster & Wilton, 1973
- Mahura tarsa Forster & Wilton, 1973
- Mahura turris Forster & Wilton, 1973
- Mahura vella Forster & Wilton, 1973

## Maimuna
Maimuna Lehtinen, 1967
- Maimuna bovierlapierrei (Kulczyński, 1911)
- Maimuna cariae Brignoli, 1978
- Maimuna carmelica Levy, 1996
- Maimuna cretica (Kulczyński, 1903)
- Maimuna inornata (O. P.-Cambridge, 1872)
- Maimuna meronis Levy, 1996
- Maimuna vestita (C. L. Koch, 1841)

## Malthonica
Malthonica Simon, 1898
- Malthonica africana Simon & Fage, 1922
- Malthonica aliquoi (Brignoli, 1971)
- Malthonica anhela (Brignoli, 1972)
- Malthonica annulata (Kulczyński, 1913)
- Malthonica argaeica (Nosek, 1905)
- Malthonica arganoi (Brignoli, 1971)
- Malthonica balearica Brignoli, 1978
- Malthonica bozhkovi Deltshev, 2008
- Malthonica campestris (C. L. Koch, 1834)
- Malthonica daedali Brignoli, 1980
- Malthonica dalmatica (Kulczyński, 1906)
- Malthonica eleonorae (Brignoli, 1974)
- Malthonica epacris (Levy, 1996)
- Malthonica ferruginea (Panzer, 1804)
- Malthonica lehtineni Guseinov, Marusik & Koponen, 2005
- Malthonica lenkoranica Guseinov, Marusik & Koponen, 2005
- Malthonica lusitanica Simon, 1898
- Malthonica lyncea (Brignoli, 1978)
- Malthonica maronita (Simon, 1873)
- Malthonica mediterranea (Levy, 1996)
- Malthonica minoa (Brignoli, 1976)
- Malthonica montana (Deltshev, 1993)
- Malthonica nakhchivanica Guseinov, Marusik & Koponen, 2005
- Malthonica nemorosa (Simon, 1916)
- Malthonica oceanica Barrientos & Cardoso, 2007
- Malthonica pagana (C. L. Koch, 1840)
  - Malthonica pagana urbana (Simon, 1875)
- Malthonica paraschiae Brignoli, 1984
- Malthonica parvula (Thorell, 1875)
- Malthonica pasquinii (Brignoli, 1978)
- Malthonica picta (Simon, 1870)
- Malthonica podoprygorai Kovblyuk, 2006
- Malthonica pseudolyncea Guseinov, Marusik & Koponen, 2005
- Malthonica ramblae (Barrientos, 1978)
- Malthonica rilaensis (Deltshev, 1993)
- Malthonica sardoa Brignoli, 1977
- Malthonica sbordonii (Brignoli, 1971)
- Malthonica sicana Brignoli, 1976
- Malthonica silvestris (L. Koch, 1872)
- Malthonica soriculata (Simon, 1873)
- Malthonica spinipalpis Deltshev, 1990
- Malthonica tyrrhenica (Dalmas, 1922)
- Malthonica vallei (Brignoli, 1972)
- Malthonica vomeroi (Brignoli, 1977)

## Melpomene
Melpomene O. P.-Cambridge, 1898
- Melpomene bicavata (F. O. P.-Cambridge, 1902)
- Melpomene bipunctata (Roth, 1967)
- Melpomene chiricana Chamberlin & Ivie, 1942
- Melpomene coahuilana (Gertsch & Davis, 1940)
- Melpomene elegans O. P.-Cambridge, 1898
- Melpomene panamana (Petrunkevitch, 1925)
- Melpomene penetralis (F. O. P.-Cambridge, 1902)
- Melpomene plesia Chamberlin & Ivie, 1942
- Melpomene quadrata (Kraus, 1955)
- Melpomene rita (Chamberlin & Ivie, 1941)
- Melpomene singula (Gertsch & Ivie, 1936)
- Melpomene transversa (F. O. P.-Cambridge, 1902)

## Mistaria
Mistaria Lehtinen, 1967
- Mistaria leucopyga (Pavesi, 1883)
  - Mistaria leucopyga niangarensis (Lessert, 1927)

## Neoramia
Neoramia Forster & Wilton, 1973
- Neoramia allanae Forster & Wilton, 1973
- Neoramia alta Forster & Wilton, 1973
- Neoramia charybdis (Hogg, 1910)
- Neoramia childi Forster & Wilton, 1973
- Neoramia crucifera (Hogg, 1909)
- Neoramia finschi (L. Koch, 1872)
- Neoramia fiordensis Forster & Wilton, 1973
- Neoramia hoggi (Forster, 1964)
- Neoramia hokina Forster & Wilton, 1973
- Neoramia janus (Bryant, 1935)
- Neoramia koha Forster & Wilton, 1973
- Neoramia komata Forster & Wilton, 1973
- Neoramia mamoea Forster & Wilton, 1973
- Neoramia marama Forster & Wilton, 1973
- Neoramia margaretae Forster & Wilton, 1973
- Neoramia matua Forster & Wilton, 1973
- Neoramia minuta Forster & Wilton, 1973
- Neoramia nana Forster & Wilton, 1973
- Neoramia oroua Forster & Wilton, 1973
- Neoramia otagoa Forster & Wilton, 1973
- Neoramia raua Forster & Wilton, 1973
- Neoramia setosa (Bryant, 1935)

## Neorepukia
Neorepukia Forster & Wilton, 1973
- Neorepukia hama Forster & Wilton, 1973
- Neorepukia pilama Forster & Wilton, 1973

## Neotegenaria
Neotegenaria Roth, 1967
- Neotegenaria agelenoides Roth, 1967

## Novalena
Novalena Chamberlin & Ivie, 1942
- Novalena annamae (Gertsch & Davis, 1940)
- Novalena approximata (Gertsch & Ivie, 1936)
- Novalena attenuata (F. O. P.-Cambridge, 1902)
- Novalena bipartita (Kraus, 1955)
- Novalena calavera Chamberlin & Ivie, 1942
- Novalena costata (F. O. P.-Cambridge, 1902)
- Novalena cuspidata (F. O. P.-Cambridge, 1902)
- Novalena idahoana (Gertsch, 1934)
- Novalena intermedia (Chamberlin & Gertsch, 1930)
- Novalena laticava (Kraus, 1955)
- Novalena lobata (F. O. P.-Cambridge, 1902)
- Novalena lutzi (Gertsch, 1933)
- Novalena marginata (F. O. P.-Cambridge, 1902)
- Novalena nova (O. P.-Cambridge, 1896)
- Novalena orizaba (Banks, 1898)
- Novalena pina Chamberlin & Ivie, 1942
- Novalena tolucana (Gertsch & Davis, 1940)
- Novalena variabilis (F. O. P.-Cambridge, 1902)
- Novalena wawona Chamberlin & Ivie, 1942

## Olorunia
Olorunia Lehtinen, 1967
- Olorunia punctata Lehtinen, 1967

## Oramia
Oramia Forster, 1964
- Oramia chathamensis (Simon, 1899)
- Oramia frequens (Rainbow, 1920)
- Oramia littoralis Forster & Wilton, 1973
- Oramia mackerrowi (Marples, 1959)
- Oramia marplesi Forster, 1964
- Oramia occidentalis (Marples, 1959)
- Oramia rubrioides (Hogg, 1909)
- Oramia solanderensis Forster & Wilton, 1973

## Oramiella
Oramiella Forster & Wilton, 1973
- Oramiella wisei Forster & Wilton, 1973

## Orepukia
Orepukia Forster & Wilton, 1973
- Orepukia alta Forster & Wilton, 1973
- Orepukia catlinensis Forster & Wilton, 1973
- Orepukia dugdalei Forster & Wilton, 1973
- Orepukia egmontensis Forster & Wilton, 1973
- Orepukia florae Forster & Wilton, 1973
- Orepukia geophila Forster & Wilton, 1973
- Orepukia grisea Forster & Wilton, 1973
- Orepukia insula Forster & Wilton, 1973
- Orepukia nota Forster & Wilton, 1973
- Orepukia nummosa (Hogg, 1909)
- Orepukia orophila Forster & Wilton, 1973
- Orepukia pallida Forster & Wilton, 1973
- Orepukia poppelwelli Forster & Wilton, 1973
- Orepukia prina Forster & Wilton, 1973
- Orepukia rakiura Forster & Wilton, 1973
- Orepukia redacta Forster & Wilton, 1973
- Orepukia riparia Forster & Wilton, 1973
- Orepukia sabua Forster & Wilton, 1973
- Orepukia similis Forster & Wilton, 1973
- Orepukia simplex Forster & Wilton, 1973
- Orepukia sorenseni Forster & Wilton, 1973
- Orepukia tanea Forster & Wilton, 1973
- Orepukia tonga Forster & Wilton, 1973
- Orepukia virtuta Forster & Wilton, 1973

## Paramyro
Paramyro Forster & Wilton, 1973
- Paramyro apicus Forster & Wilton, 1973
- Paramyro parapicus Forster & Wilton, 1973

## Porotaka
Porotaka Forster & Wilton, 1973
- Porotaka detrita Forster & Wilton, 1973
- Porotaka florae Forster & Wilton, 1973

## Pseudotegenaria
Pseudotegenaria Caporiacco, 1934
- Pseudotegenaria animata (Kratochvíl & Miller, 1940)
- Pseudotegenaria bayeri (Kratochvíl, 1934)
- Pseudotegenaria bosnica (Kratochvíl & Miller, 1940)
- Pseudotegenaria decolorata (Kratochvíl & Miller, 1940)
- Pseudotegenaria parva Caporiacco, 1934

## Rualena
Rualena Chamberlin & Ivie, 1942
- Rualena alleni Chamberlin & Ivie, 1942
- Rualena avila Chamberlin & Ivie, 1942
- Rualena balboae (Schenkel, 1950)
- Rualena cavata (F. O. P.-Cambridge, 1902)
- Rualena cockerelli Chamberlin & Ivie, 1942
- Rualena cruzana Chamberlin & Ivie, 1942
- Rualena goleta Chamberlin & Ivie, 1942
- Rualena magnacava Chamberlin & Ivie, 1942
- Rualena pasquinii Brignoli, 1974
- Rualena rua (Chamberlin, 1919)
- Rualena shlomitae García-Villafuerte, 2009
- Rualena simplex (F. O. P.-Cambridge, 1902)
- Rualena surana Chamberlin & Ivie, 1942

## Tararua
Tararua Forster & Wilton, 1973
- Tararua celeripes (Urquhart, 1891)
- Tararua clara Forster & Wilton, 1973
- Tararua diversa Forster & Wilton, 1973
- Tararua foordi Forster & Wilton, 1973
- Tararua puna Forster & Wilton, 1973
- Tararua ratuma Forster & Wilton, 1973
- Tararua versuta Forster & Wilton, 1973

## Tegenaria
Tegenaria Latreille, 1804
- Tegenaria abchasica Charitonov, 1941
- Tegenaria achaea Brignoli, 1977
- Tegenaria aculeata Wang, 1992
- Tegenaria adomestica Guseinov, Marusik & Koponen, 2005
- Tegenaria advena (C. L. Koch, 1841)
- Tegenaria africana Lucas, 1846
- Tegenaria agnolettii Brignoli, 1978
- Tegenaria agrestis (Walckenaer, 1802)
- Tegenaria angustipalpis Levy, 1996
- Tegenaria antrorum Simon, 1916
- Tegenaria ariadnae Brignoli, 1984
- Tegenaria armigera Simon, 1873
- Tegenaria atrica C. L. Koch, 1843
- Tegenaria averni Brignoli, 1978
- Tegenaria baronii Brignoli, 1977
- Tegenaria barrientosi Bolzern, Crespo & Cardoso, 2009
- Tegenaria bithyniae Brignoli, 1978
- Tegenaria blanda Gertsch, 1971
- Tegenaria bucculenta (L. Koch, 1868)
- Tegenaria capolongoi Brignoli, 1977
- Tegenaria carensis Barrientos, 1981
- Tegenaria caverna Gertsch, 1971
- Tegenaria cerrutii Roewer, 1960
- Tegenaria chebana Thorell, 1897
- Tegenaria chiricahuae Roth, 1968
- Tegenaria chumachenkoi Kovblyuk & Ponomarev, 2008
- Tegenaria comnena Brignoli, 1978
- Tegenaria comstocki Gajbe, 2004
- Tegenaria concolor Simon, 1873
- Tegenaria cottarellii Brignoli, 1978
- Tegenaria decora Gertsch, 1971
- Tegenaria dentifera Kulczyński, 1908
- Tegenaria domestica (Clerck, 1757)
- Tegenaria domesticoides Schmidt & Piepho, 1994
- Tegenaria duellica Simon, 1875
- Tegenaria elysii Brignoli, 1978
- Tegenaria faniapollinis Brignoli, 1978
- Tegenaria feminea Simon, 1870
- Tegenaria femoralis Simon, 1873
- Tegenaria flexuosa F. O. P.-Cambridge, 1902
- Tegenaria florea Brignoli, 1974
- Tegenaria forestieroi Brignoli, 1978
- Tegenaria fuesslini Pavesi, 1873
- Tegenaria gertschi Roth, 1968
- Tegenaria halidi Guseinov, Marusik & Koponen, 2005
- Tegenaria hamid Brignoli, 1978
- Tegenaria hasperi Chyzer, 1897
- Tegenaria hauseri Brignoli, 1979
- Tegenaria hemanginiae Reddy & Patel, 1992
- Tegenaria henroti Dresco, 1956
- Tegenaria herculea Fage, 1931
- Tegenaria hispanica Fage, 1931
- Tegenaria incognita Bolzern, Crespo & Cardoso, 2009
- Tegenaria inermis Simon, 1870
- Tegenaria ismaillensis Guseinov, Marusik & Koponen, 2005
- Tegenaria karaman Brignoli, 1978
- Tegenaria labyrinthi Brignoli, 1984
- Tegenaria lapicidinarum Spassky, 1934
- Tegenaria levantina Barrientos, 1981
- Tegenaria ligurica Simon, 1916
- Tegenaria longimana Simon, 1898
- Tegenaria lunakensis Tikader, 1964
- Tegenaria maderiana Thorell, 1875
- Tegenaria mamikonian Brignoli, 1978
- Tegenaria marinae Brignoli, 1971
- Tegenaria maroccana Denis, 1956
- Tegenaria melbae Brignoli, 1972
- Tegenaria mexicana Roth, 1968
- Tegenaria michae Brignoli, 1978
- Tegenaria mirifica Thaler, 1987
- Tegenaria montigena Simon, 1937
- Tegenaria nervosa Simon, 1870
- Tegenaria oribata Simon, 1916
- Tegenaria osellai Brignoli, 1971
- Tegenaria paragamiani Deltshev, 2008
- Tegenaria parietina (Fourcroy, 1785)
- Tegenaria parmenidis Brignoli, 1971
- Tegenaria percuriosa Brignoli, 1972
- Tegenaria pieperi Brignoli, 1979
- Tegenaria pontica Charitonov, 1947
- Tegenaria racovitzai Simon, 1907
- Tegenaria regispyrrhi Brignoli, 1976
- Tegenaria rhodiensis Caporiacco, 1948
- Tegenaria rothi Gertsch, 1971
- Tegenaria saeva Blackwall, 1844
- Tegenaria schmalfussi Brignoli, 1976
- Tegenaria scopifera Barrientos, Ribera & Pons, 2002
- Tegenaria selva Roth, 1968
- Tegenaria shillongensis Barman, 1979
- Tegenaria talyshica Guseinov, Marusik & Koponen, 2005
- Tegenaria taprobanica Strand, 1907
- Tegenaria taurica Charitonov, 1947
- Tegenaria tekke Brignoli, 1978
- Tegenaria tlaxcala Roth, 1968
- Tegenaria tridentina L. Koch, 1872
- Tegenaria trinacriae Brignoli, 1971
- Tegenaria velox Chyzer, 1897
- Tegenaria vignai Brignoli, 1978
- Tegenaria wittmeri Brignoli, 1978
- Tegenaria xenophontis Brignoli, 1978
- Tegenaria zagatalensis Guseinov, Marusik & Koponen, 2005

## Textrix
Textrix Sundevall, 1833
- Textrix caudata L. Koch, 1872
- Textrix chyzeri de Blauwe, 1980
- Textrix denticulata (Olivier, 1789)
- Textrix intermedia Wunderlich, 2008
- Textrix nigromarginata Strand, 1906
- Textrix pinicola Simon, 1875
- Textrix rubrofoliata Pesarini, 1990

## Tikaderia
Tikaderia Lehtinen, 1967
- Tikaderia psechrina (Simon, 1906)

## Tortolena
Tortolena Chamberlin & Ivie, 1941
- Tortolena dela Chamberlin & Ivie, 1941
- Tortolena glaucopis (F. O. P.-Cambridge, 1902)

## Tuapoka
Tuapoka Forster & Wilton, 1973
- Tuapoka cavata Forster & Wilton, 1973
- Tuapoka ovalis Forster & Wilton, 1973